# Molom
Molom är en fiktiv plats, möjligen en manifestation av ett melankoliskt sinnestillstånd, i Alf Hambes visor.
Platsen, som är mest känd genom Visa i Molom, har vissa likheter med området kring halländska Steninge, där Hambe bodde.
Molom beskrivs som en plats i gränslandet mellan fantasin och verkligheten, en plats där man "kan vandra mol allena". 
Alf Hambe själv beskrev namnet: " 'Mol' hänger delvis ihop med 'moll', delvis med 'mol allena'. 'Om' som i 'stundom' är en gammal och oerhört vacker och mjukt klingande ändelse. Stavelsen 'om' ger en sådan frid. – Många år efteråt läste jag om mantrat som de hinduiska munkarna använder sig av, de säger 'om' som en andningsövning. Och då insåg jag att det jag hade gjort var ett mantra, ett mantra för goda ting." 
Molom är även en palindrom, typisk för Hambes ordlekar.